# Золотий кубок КОНКАКАФ 2011
Золотий кубок КОНКАКАФ 2011 (англ. 2011 CONCACAF Gold Cup) — 21-ий розіграш чемпіонату КОНКАКАФ (11-ий розіграш під найменуванням Золотий кубок КОНКАКАФ), організований КОНКАКАФ, що відбувся з 5 по 25 червня 2011 року в США.
Турнір проходив у США в 13 містах. Формат турніру залишався старим: 12 учасників були розбиті на три групи по чотири країни. До чвертьфіналів проходили по дві найкращі команди з кожної групи і дві кращих команди, що посіли третє місце.
Фінальний матч пройшов на стадіоні «Роуз Боул» у Пасадені, Каліфорнія в присутності 93 420 глядачів. Збірна Мексики стала переможцем турніру і заробила право представляти КОНКАКАФ на Кубку конфедерацій 2013 в Бразилії.

## Кваліфікація
| Збірна                                                                             | Кваліфікувіалась                          | Участь                                    | Найкращий результат                                        |
| Північна Америка — 3 команди, автоматично                                          | Північна Америка — 3 команди, автоматично | Північна Америка — 3 команди, автоматично | Північна Америка — 3 команди, автоматично                  |
| ---------------------------------------------------------------------------------- | ----------------------------------------- | ----------------------------------------- | ---------------------------------------------------------- |
| Мексика                                                                            | —                                         | 19                                        | Переможці (1965, 1971, 1977, 1993, 1996, 1998, 2003, 2009) |
| США                                                                                | —                                         | 13                                        | Переможці (1991, 2002, 2005, 2007)                         |
| Канада                                                                             | —                                         | 13                                        | Переможці (1985, 2000)                                     |
| Центральна Америка — 5 команд, за результатами Центральноамериканського кубка 2011 |                                           |                                           |                                                            |
| Гондурас                                                                           | 1                                         | 16                                        | Переможці (1981)                                           |
| Коста-Рика                                                                         | 2                                         | 16                                        | Переможці (1963, 1969, 1989)                               |
| Панама                                                                             | 3                                         | 6                                         | 2 місце (2005)                                             |
| Сальвадор                                                                          | 4                                         | 13                                        | 2 місце (1963, 1981)                                       |
| Гватемала                                                                          | 5                                         | 17                                        | Переможці (1967)                                           |
| Карибські острови — 4 команди, за результатами Карибського кубка 2010:             |                                           |                                           |                                                            |
| Ямайка                                                                             | 1                                         | 10                                        | 3 місце (1993)                                             |
| Гваделупа                                                                          | 2                                         | 3                                         | 3 місце (2007)                                             |
| Куба                                                                               | 3                                         | 8                                         | 4 місце (1971)                                             |
| Гренада                                                                            | 4                                         | 2                                         | Груповий етап (2009)                                       |

## Стадіони
13 стадіонів, які прийматимуть матчі кубка, були оголошені 16 грудня 2010.
| Арлінгтон              | Карсон            | Детройт           | Шарлотт                 | Маямі             |
| ---------------------- | ----------------- | ----------------- | ----------------------- | ----------------- |
| Ковбойз Стедіум        | Хоум Діпо Сентер  | Форд Філд         | Бенк оф Америка Стедіум | ФІЮ Стедіум       |
| Місткість: 80 000      | Місткість: 27 000 | Місткість: 65 000 | Місткість: 73 778       | Місткість: 23 500 |
| Груповий етап          | Груповий етап     | Груповий етап     | Груповий етап           | Груповий етап     |
|                        |                   |                   |                         |                   |
| Тампа                  | Чикаго            | Гаррісон          | Канзас-Сіті             |                   |
| Реймонд Джеймс Стедіум | Солджер Филд      | Ред Булл Арена    | Лівстронг Спортінг Парк |                   |
| Місткість: 68 857      | Місткість: 61 500 | Місткість: 25 189 | Місткість: 18 467       |                   |
| Груповий етап          | Груповий етап     | Груповий етап     | Груповий етап           |                   |
|                        |                   |                   |                         |                   |
| Іст-Ратерфорд          | Вашингтон         | Х'юстон           | Пасадена                |                   |
| Нью Мідовлендс Стедіум | РФК Стедіум       | Релаянт Стедіум   | Роуз Боул               |                   |
| Місткість: 82 566      | Місткість: 45 596 | Місткість: 71 500 | Місткість: 91 136       |                   |
| Чвертьфінали           | Чвертьфінали      | Півфінали         | Фінал                   |                   |
|                        |                   |                   |                         |                   |

## Склади команд
Дванадцять збірних, що брали участь в турнірі, мали зареєструвати команду з 23 гравців. Включені в список гравці могли бути замінені тільки в разі серйозної травми як мінімум за 24 години до першого матчу команди. Заявки були представлені 21 травня 2011 року, за 15 днів до першої гри турніру.

### Заміна мексиканських гравців
9 червня 2011 року, п'ять мексиканських гравців (Крістіан Бермудес, Едгар Дуеньяс, Гільєрмо Очоа, Франсіско Родрігес і Зінья) отримали позитивний результат допінг-тесту на Кленбутерол. Вони були виведені із складу збірної через кілька днів після того, як 5 червня їх команда у стартовому матчі турніру перемогла збірну Сальвадору (5:0).. Мексиканські чиновники сказали, що вони вважають, що позитивний результат тесту був викликаний неякісним м'ясом. Генеральний секретар КОНКАКАФ Чак Блейзер сказав, що 10 червня повинен бути скликаний організаційний комітет Золотого кубка, щоб розглянути ситуацію, в тому числі, можливо, дозволити Мексиці замінити п'ять гравців. Однак засідання було відкладено, щоб дати більше часу для зібрання інформації. Федерація футболу Мексики 14 червня заявила, що проби «B» цих п'яти гравців були негативними. Оргкомітет Золотого кубка КОНКАКАФ оголосив 19 червня, що Мексика може замінити дискваліфікованих гравців.

## Груповий етап

### Група A
| # | Клуб       | 1   | 2   | 3   | 4   | І | В | Н | П | М      | +/- | Очки |
| - | ---------- | --- | --- | --- | --- | - | - | - | - | ------ | --- | ---- |
| 1 | Мексика    | ~   | 4:1 | 5:0 | 5:0 | 3 | 3 | 0 | 0 | 14 − 1 | +13 | 9    |
| 2 | Коста-Рика | 1:4 | ~   | 1:1 | 5:0 | 3 | 1 | 1 | 1 | 7 − 5  | +2  | 4    |
| 3 | Сальвадор  | 0:5 | 1:1 | ~   | 6:1 | 3 | 1 | 1 | 1 | 7 − 7  | 0   | 4    |
| 4 | Куба       | 0:5 | 0:5 | 1:6 | ~   | 3 | 0 | 0 | 3 | 1 − 16 | -15 | 0    |

| 5 червня 2011 18:00 (17:00 UTC−5) |

| Коста-Рика                                       | 5–0      | Куба |
| ------------------------------------------------ | -------- | ---- |
| Уренья 7', 46' Саборіо 41' Мора 47' Кемпбелл 71' | Протокол |      |

| Ковбойз Стедіум, Арлінгтон Глядачів: 80,108 Арбітр: Роберто Морено (Панама) |

| 5 червня 2011 20:00 (19:00 UTC−5) |

| Мексика                                                     | 5–0      | Сальвадор |
| ----------------------------------------------------------- | -------- | --------- |
| Хуарес 55' де Нігріс 58' Х. Ернандес 60', 67', 90+5' (пен.) | Протокол |           |

| Ковбойз Стедіум, Арлінгтон Глядачів: 80,108 Арбітр: Енріко Вейнгарде (Суринам) |

| 9 червня 2011 19:00 (19:00 UTC−4) |

| Коста-Рика   | 1–1      | Сальвадор |
| ------------ | -------- | --------- |
| Бренес 90+5' | Протокол | Селая 45' |

| Бенк оф Америка Стедіум, Шарлотт Глядачів: 46,012 Арбітр: Джаїр Марруфо (США) |

| 9 червня 2011 21:00 (21:00 UTC−4) |

| Куба | 0–5      | Мексика                                                |
| ---- | -------- | ------------------------------------------------------ |
|      | Протокол | Х. Ернандес 35', 76' дос Сантос 63', 68' де Нігріс 65' |

| Бенк оф Америка Стедіум, Шарлотт Глядачів: 46,012 Арбітр: Кортні Кемпбелл (Ямайка) |

| 12 червня 2011 18:00 (17:00 UTC−5) |

| Сальвадор                                                           | 6–1      | Куба       |
| ------------------------------------------------------------------- | -------- | ---------- |
| Селая 13', 71' Ромеро 29' Бланко 69' Альварес 84' Квінтанілья 90+4' | Протокол | Маркес 83' |

| Солджер-філд, Чикаго Глядачів: 62,000 Арбітр: Ніл Брізан (Тринідад і Тобаго) |

| 12 червня 2011 20:00 (19:00 UTC−5) |

| Мексика                                  | 4–1      | Коста-Рика |
| ---------------------------------------- | -------- | ---------- |
| Маркес 17' Гвардадо 19', 26' Баррера 38' | Протокол | Уренья 69' |

| Солджер-філд, Чикаго Глядачів: 62,000 Арбітр: Роберто Морено (Панама) |

### Група B
| # | Клуб      | 1   | 2   | 3   | 4   | І | В | Н | П | М      | +/- | Очки |
| - | --------- | --- | --- | --- | --- | - | - | - | - | ------ | --- | ---- |
| 1 | Ямайка    | ~   | 1:0 | 2:0 | 4:0 | 3 | 3 | 0 | 0 | 7 − 0  | +7  | 9    |
| 2 | Гондурас  | 0:1 | ~   | 0:0 | 7:1 | 3 | 1 | 1 | 1 | 7 − 2  | +5  | 4    |
| 3 | Гватемала | 0:2 | 0:0 | ~   | 4:0 | 3 | 1 | 1 | 1 | 4 − 2  | +2  | 4    |
| 4 | Гренада   | 0:4 | 1:7 | 0:4 | ~   | 3 | 0 | 0 | 3 | 1 − 15 | -14 | 0    |

| 6 червня 2011 21:00 (18:00 UTC−7) |

| Ямайка                                          | 4–0      | Гренада |
| ----------------------------------------------- | -------- | ------- |
| Шелтон 21' Джонсон 39' Філліпс 79' О. Дейлі 84' | Протокол |         |

| Хоум Діпо Сентер, Карсон Глядачів: 21,507 Арбітр: Бальдомеро Толедо (США) |

| 6 червня 2011 23:00 (20:00 UTC−7) |

| Гондурас | 0–0      | Гватемала |
| -------- | -------- | --------- |
|          | Протокол |           |

| Хоум Діпо Сентер, Карсон Глядачів: 21,507 Арбітр: Франсіско Чакон (Мексика) |

| 10 червня 2011 19:00 (19:00 UTC−4) |

| Ямайка           | 2–0      | Гватемала |
| ---------------- | -------- | --------- |
| Філліпс 66', 76' | Протокол |           |

| ФІЮ Стедіум, Маямі Глядачів: 18,057 Арбітр: Вальтер Кесада (Коста-Рика) |

| 10 червня 2011 21:00 (21:00 UTC−4) |

| Гренада    | 1–7      | Гондурас                                                           |
| ---------- | -------- | ------------------------------------------------------------------ |
| Мюррей 20' | Протокол | Бенгстон 26', 37' Костлі 28', 67', 71' В. Мартінес 88' Мехія 90+3' |

| ФІЮ Стедіум, Маямі Глядачів: 18,057 Арбітр: Девід Гантар (Канада) |

| 13 червня 2011 19:00 (19:00 UTC−4) |

| Гватемала                                      | 4–0      | Гренада |
| ---------------------------------------------- | -------- | ------- |
| дель Агіла 16' Паппа 22' Руїс 54' Гальярдо 59' | Протокол |         |

| Ред Булл Арена, Гаррісон Глядачів: 25,000 Арбітр: Бальдомеро Толедо (США) |

| 13 червня 2011 21:00 (21:00 UTC−4) |

| Гондурас | 0–1      | Ямайка      |
| -------- | -------- | ----------- |
|          | Протокол | Джонсон 36' |

| Ред Булл Арена, Гаррісон Глядачів: 25,000 Арбітр: Хоель Агілар (Сальвадор) |

### Група C
| # | Клуб      | 1   | 2   | 3   | 4   | І | В | Н | П | М     | +/- | Очки |
| - | --------- | --- | --- | --- | --- | - | - | - | - | ----- | --- | ---- |
| 1 | Панама    | ~   | 2:1 | 1:1 | 3:2 | 3 | 2 | 1 | 0 | 6 − 4 | +2  | 7    |
| 2 | США       | 1:2 | ~   | 2:0 | 1:0 | 3 | 2 | 0 | 1 | 4 − 2 | +2  | 6    |
| 3 | Канада    | 1:1 | 0:2 | ~   | 1:0 | 3 | 1 | 1 | 1 | 2 − 3 | -1  | 4    |
| 4 | Гваделупа | 2:3 | 0:1 | 0:1 | ~   | 3 | 0 | 0 | 3 | 2 − 5 | -3  | 0    |

| 7 червня 2011 18:00 (18:00 UTC−4) |

| Панама                                | 3–2      | Гваделупа        |
| ------------------------------------- | -------- | ---------------- |
| Перес 29' Техада 31' Гомес 57' (пен.) | Протокол | Жовіаль 65', 78' |

| Форд Філд, Детройт Глядачів: 28,209 Арбітр: Марлон Мехія (Сальвадор) |

| 7 червня 2011 20:00 (20:00 UTC−4) |

| США                    | 2–0      | Канада |
| ---------------------- | -------- | ------ |
| Алтідор 15' Демпсі 62' | Протокол |        |

| Форд Філд, Детройт Глядачів: 28,209 Арбітр: Вальтер Лопес (Гватемала) |

| 11 червня 2011 18:00 (18:00 UTC−4) |

| Канада                | 1–0      | Гваделупа |
| --------------------- | -------- | --------- |
| Де Розаріо 51' (пен.) | Протокол |           |

| Реймонд Джеймс Стедіум, Тампа Глядачів: 27,731 Арбітр: Тревор Тейлор (Барбадос) |

| 11 червня 2011 20:00 (20:00 UTC−4) |

| США        | 1–2      | Панама                           |
| ---------- | -------- | -------------------------------- |
| Гудсон 66' | Протокол | Гудсон 19' (аг) Гомес 36' (пен.) |

| Реймонд Джеймс Стедіум, Тампа Глядачів: 27,731 Арбітр: Марко Родрігес (Мексика) |

| 14 червня 2011 19:00 (18:00 UTC−5) |

| Канада                | 1–1      | Панама       |
| --------------------- | -------- | ------------ |
| Де Розаріо 62' (пен.) | Протокол | Техада 90+1' |

| Лівстронг Спортінг Парк, Канзас-Сіті Глядачів: 20,109 Арбітр: Вальтер Лопес (Гватемала) |

| 14 червня 2011 21:00 (20:00 UTC−5) |

| Гваделупа | 0–1      | США        |
| --------- | -------- | ---------- |
|           | Протокол | Алтідор 9' |

| Лівстронг Спортінг Парк, Канзас-Сіті Глядачів: 20,109 Арбітр: Джеффрі Соліс (Коста-Рика) |

### Відбір кращих третіх місць
| Г | Збірна    | М | В | Н | П | ГЗ | ГП | РГ | О |
| - | --------- | - | - | - | - | -- | -- | -- | - |
| B | Гватемала | 3 | 1 | 1 | 1 | 4  | 2  | +2 | 4 |
| A | Сальвадор | 3 | 1 | 1 | 1 | 7  | 7  | 0  | 4 |
| C | Канада    | 3 | 1 | 1 | 1 | 2  | 3  | −1 | 4 |

## Плей-офф
|  | Чвертьфінали              | Чвертьфінали        |                       |       | Півфінали | Півфінали |  |  | Фінал | Фінал |
|  |                           |                     |                       |       |           |           |  |  |       |       |
|  | 18 червня - Іст-Ратерфорд |                     |                       |       |           |           |  |  |       |       |
|  |                           |                     |                       |       |           |           |  |  |       |       |
|  | Коста-Рика                | 1 (2)               |                       |       |           |           |  |  |       |       |
|  | Коста-Рика                | 1 (2)               | 22 червня — Х'юстон   |       |           |           |  |  |       |       |
|  | Гондурас                  | 1 (4)               |                       |       |           |           |  |  |       |       |
|  | Гондурас                  | 1 (4)               | Гондурас              | 0     |           |           |  |  |       |       |
|  | 18 червня — Іст-Ратерфорд |                     | Гондурас              | 0     |           |           |  |  |       |       |
|  |                           | Мексика             | 2                     |       |           |           |  |  |       |       |
|  | Мексика                   | Мексика             | 2                     | 2     |           |           |  |  |       |       |
|  | Мексика                   |                     | 25 Х'юстон — Пасадена | 2     |           |           |  |  |       |       |
|  | Гватемала                 | 1                   |                       |       |           |           |  |  |       |       |
|  | Гватемала                 | 1                   | Мексика               | 4     |           |           |  |  |       |       |
|  | 19 червня — Вашингтон     |                     | Мексика               | 4     |           |           |  |  |       |       |
|  |                           | США                 | 2                     |       |           |           |  |  |       |       |
|  | Ямайка                    | США                 | 2                     | 0     |           |           |  |  |       |       |
|  | Ямайка                    | 22 червня — Х'юстон |                       | 0     |           |           |  |  |       |       |
|  | США                       | 2                   |                       |       |           |           |  |  |       |       |
|  | США                       | 2                   | США                   | 1     |           |           |  |  |       |       |
|  | 19 червня — Вашингтон     |                     | США                   | 1     |           |           |  |  |       |       |
|  |                           | Панама              | 0                     |       |           |           |  |  |       |       |
|  | Панама                    | Панама              | 0                     | 1 (5) |           |           |  |  |       |       |
|  | Панама                    |                     |                       | 1 (5) |           |           |  |  |       |       |
|  | Сальвадор                 | 1 (3)               |                       |       |           |           |  |  |       |       |
|  | Сальвадор                 | 1 (3)               |                       |       |           |           |  |  |       |       |

### Чвертьфінали
| 18 червня 2011 17:00 (17:00 UTC−4) |

| Коста-Рика  | 1–1      | Гондурас     |
| ----------- | -------- | ------------ |
| Маршалл 56' | Протокол | Бенгстон 49' |

| Нью Мідовлендс Стедіум, Іст-Ратерфорд Глядачів: 78,807 Арбітр: Роберто Морено (Панама) |

|                                    |     | Пенальті                                 |  |
| Борхес · Руїс · Саборіо · Кемпбелл | 2–4 | Костлі · Бернардес · Паласіос · Бенгстон |  |

| 18 червня 2011 20:00 (20:00 UTC−4) |

| Мексика                       | 2–1      | Гватемала |
| ----------------------------- | -------- | --------- |
| де Нігріс 48' Х. Ернандес 66' | Протокол | Руїс 5'   |

| Нью Мідовлендс Стедіум, Іст-Ратерфорд Глядачів: 78,807 Арбітр: Кортні Кемпбелл (Ямайка) |

| 19 червня 2011 15:00 (15:00 UTC−4) |

| Ямайка | 0–2      | США                  |
| ------ | -------- | -------------------- |
|        | Протокол | Джонс 49' Демпсі 79' |

| РФК Стедіум, Вашингтон Глядачів: 45,424 Арбітр: Марко Антоніо Родрігес (Мексика) |

| 19 червня 2011 18:00 (18:00 UTC−4) |

| Панама     | 1–1      | Сальвадор        |
| ---------- | -------- | ---------------- |
| Техада 90' | Протокол | Селая 78' (пен.) |

| РФК Стедіум, Вашингтон Глядачів: 45,424 Арбітр: Вальтер Кесада (Коста-Рика) |

|                                               |     | Пенальті                       |  |
| Бараона · Рентерія · Годой · Енрікес · Техада | 5–3 | Алас · Ромеро · Селая · Флорес |  |

### Півфінали
| 22 червня 2011 19:00 (18:00 UTC−5) |

| США        | 1–0      | Панама |
| ---------- | -------- | ------ |
| Демпсі 76' | Протокол |        |

| Релаянт Стедіум, Х'юстон Глядачів: 70,627 Арбітр: Енріко Вейнгарде (Суринам) |

| 22 червня 2011 22:00 (21:00 UTC−5) |

| Гондурас | 0–2      | Мексика                       |
| -------- | -------- | ----------------------------- |
|          | Протокол | де Нігріс 93' Х. Ернандес 99' |

| Релаянт Стедіум, Х'юстон Глядачів: 70,627 Арбітр: Вальтер Лопес (Гватемала) |

### Фінал
| 25 червня 2011 21:00 (18:00 UTC−7) |

| США                   | 2–4      | Мексика                                      |
| --------------------- | -------- | -------------------------------------------- |
| Бредлі 8' Донован 23' | Протокол | Баррера 29', 50' Гвардадо 36' дос Сантос 76' |

| Роуз Боул, Пасадена Глядачів: 93,420 Арбітр: Хоель Агілар (Сальвадор) |

## Нагороди
| Золотий кубок КОНКАКАФ 2011 |
| --------------------------- |
| Мексика 9-й титул           |

| Найкращий бомбардир: | Найцінніший гравець: | Найкращий голкіпер: | Нагорода Fair Play: |
| -------------------- | -------------------- | ------------------- | ------------------- |
| Хав'єр Ернандес      | Хав'єр Ернандес      | Ноель Вальядарес    | Мексика             |

| #  | Воротар           | Суперник   |
| -- | ----------------- | ---------- |
| 1  | Тім Говард        | Канада     |
| 2  | Альфредо Талавера | Гондурас   |
| 3  | Ноель Вальядарес  | Коста-Рика |
| 4  | Ноель Вальядарес  | Мексика    |
| 5  | Кейлор Навас      | Мексика    |
| 6  | Хайме Пенедо      | США        |
| 7  | Мігель Монтес     | Коста-Рика |
| 8  | Денніс Маршалл    | Гондурас   |
| 9  | Рікардо Херес     | Греція     |
| 10 | Франк Грандель    | США        |

| #  | Гравець            | Суперник   |
| -- | ------------------ | ---------- |
| 1  | Джовані дос Сантос | США        |
| 2  | Андрес Гвардадо    | Коста-Рика |
| 3  | Хав'єр Ернандес    | Гватемала  |
| 4  | Джозі Алтідор      | Гваделупа  |
| 5  | Родольфо Селая     | Коста-Рика |
| 6  | Лендон Донован     | Мексика    |
| 7  | Хоель Кемпбелл     | Куба       |
| 8  | Омар Дейлі         | Греція     |
| 9  | Карлос Руїс        | Мексика    |
| 10 | Пабло Баррера      | США        |

## Підсумкова таблиця
| Поз | Команда    | І | В | Н | П | ГЗ | ГП | РГ  | О  | Результат                   |
| --- | ---------- | - | - | - | - | -- | -- | --- | -- | --------------------------- |
| 1   | Мексика    | 6 | 6 | 0 | 0 | 22 | 4  | +18 | 18 | Чемпіон                     |
| 2   | США        | 6 | 4 | 0 | 2 | 9  | 6  | +3  | 12 | Фіналіст                    |
| 3   | Панама     | 5 | 2 | 2 | 1 | 7  | 6  | +1  | 8  |                             |
| 4   | Гондурас   | 5 | 1 | 2 | 2 | 8  | 5  | +3  | 5  |                             |
|     |            |   |   |   |   |    |    |     |    |                             |
| 5   | Ямайка     | 4 | 3 | 0 | 1 | 7  | 2  | +5  | 9  | Вилетіли у чвертьфіналі     |
| 6   | Коста-Рика | 4 | 1 | 2 | 1 | 8  | 6  | +2  | 5  | Вилетіли у чвертьфіналі     |
| 7   | Сальвадор  | 4 | 1 | 2 | 1 | 8  | 8  | 0   | 5  | Вилетіли у чвертьфіналі     |
| 8   | Гватемала  | 4 | 1 | 1 | 2 | 5  | 4  | +1  | 4  | Вилетіли у чвертьфіналі     |
|     |            |   |   |   |   |    |    |     |    |                             |
| 9   | Канада     | 3 | 1 | 1 | 1 | 2  | 3  | −1  | 4  | Вилетіли на груповому етапі |
| 10  | Гваделупа  | 3 | 0 | 0 | 3 | 2  | 5  | −3  | 0  | Вилетіли на груповому етапі |
| 11  | Гренада    | 3 | 0 | 0 | 3 | 1  | 15 | −14 | 0  | Вилетіли на груповому етапі |
| 12  | Куба       | 3 | 0 | 0 | 3 | 1  | 16 | −15 | 0  | Вилетіли на груповому етапі |

## Найкращі бомбардири
7 голів:
- Хав'єр Ернандес

4 голи:
| - Родольфо Селая | - Альдо де Нігріс |  |

3 голи:
| - Марко Уренья - Джеррі Бенгстон - Карло Костлі | - Демар Філліпс - Пабло Баррера - Джовані дос Сантос | - Андрес Гвардадо - Луїс Техада - Клінт Демпсі |

Автоголи:
- Кларенс Гудсон (у матчі проти Панами)
- Джермейн Тейлор (у матчі проти США)